# Sikirevci
Sikirevci – wieś w Chorwacji, w żupanii brodzko-posawskiej, w gminie Sikirevci. W 2011 roku liczyła 1781 mieszkańców.